# Kwan Tak-hing
Kwan Tak-hing (Guangzhou, 27 juni 1905 - Hongkong, 28 juni 1996) (jiaxiang: Guangdong, Kaiping, Chikanzhen; 赤坎鎮) was een Chinees acteur die in minstens zevenenzeventig films de legendarische kungfumeester Wong Fei-Hung speelde. Hij is de enige in de filmgeschiedenis die zo vaak dezelfde rol had als acteur. Behalve als filmacteur werkte hij ook als Kantonees operazanger. Hij was tot zijn 89e actief in deze werkgebieden.
Hij werd in 1955 gekozen tot voorzitter van Chinese Artist Association of Hong Kong. Hij werd MBE (Member of the Order of the British Empire) in 1983. In 1996 overleed hij op 91-jarige leeftijd.
- Biblioteca Nacional de España: XX4606902
- Bibliothèque nationale de France: cb162307377 (data)
- International Standard Name Identifier: 0000 0001 1773 3882
- Library of Congress Control Number: no2010010398
- Virtual International Authority File: 86492456
- WorldCat: E39PBJpJcVPH4yYbvpjWtYbrv3